# مانويل كاجودا
مانويل كاجودا (بالبرتغالية: Manuel Cajuda‏) (27 يونيو 1951 بأولهاو في البرتغال - ) هو مدرب كرة قدم ولاعب كرة قدم برتغالي في مركز الوسط. لعب مع نادي أولهانينسي ونادي فارنزي.

## روابط خارجية
- مانويل كاجودا على موقع قاعدة بيانات كرة القدم.إي يو (الإنجليزية)
- مانويل كاجودا على موقع عالم كرة القدم.نت (الإنجليزية)